# ZX Spectrum
ZX Spectrum је рачунар који је направила фирма Sinclair Research Ltd. у Уједињеном Краљевству 1982. године. Први назив је гласио ZX82, међутим касније му је име промењено у ZX Spectrum, што се односило на његове способности приказивања боја на екрану, за разлику од његовог претходника, ZX81.
ZX Spectrum је први комерцијални рачунар за кућну употребу на британском тржишту, као што је то био Commodore 64 на америчком тржишту, и уопште му је представљао главног конкурента на тржишту рачунара осамдесетих.

## Хардвер
Спектрумов хардвер је дизајнирао Ричард Алтвасер из компаније Sinclair research. За спољашњи изглед је био задужен дизајнер Рик Дикинсон. Покретао га је процесор Zilog Z80 брзине 3.5 Mhz. Први модел је прављен у две верзије, са 16 или 48 kb RAM меморије. Обе су имале по 16 kb ROM меморије.
Спектрум је имао видео излаз преко кога се повезивао са стандардним телевизором. Текст се приказивао у 32 врсте и 24 реда. Коришћен је Спектрумов скуп знакова, а постојала је и могућност за избор до 8 боја текста, као и за одабир посветљавања текста у два нивоа. Резолуција екрана је била 256х192 пиксела. Спектрум је имао посебан начин рада са бојама. Он је, да би сачувао меморију, боје чувао одвојено од мреже пиксела - сваки део екрана величине 8х8 пиксела имао је јединствено одређену боје исписа и позадине (16 за једно, 16 за друго, што се смештало у један бајт), што се називало „атрибутом“. Међутим, ово није представљало најсрећније решење, јер је долазило до јаког мешања боја, нарочито у видео-играма.
Спектрумов звук се репродуковао преко уграђеног звучника, који је имао један канал са десет октава и тонова (из бејзика). Заправо, електроника која је покретала звучник је могла да одашиље само правоугаоне звучне сигнале, а звучник је имао извесну инерцију, што је касније коришћено и за добијање семплованих звукова. Рачунар је имао и могућност повезивања са касетофоном и посебним уређајем званим „микродрајв“ ради чувања података на обичним аудио-касетама (односно посебним касетицама за микродрајв).
Оперативни систем је написао Стив Викерс који је радио за фирму Nine Tiles Ltd, која је развила посебну верзију програмског језика бејзик за Спектрум. Тастатура је имала предефинисане команде за програмирање, па тако нпр. кад се притисне тастер G, на екрану се испише команда GO TO. Гумена тастатура није била популарна међу корисницима, па су напреднији корисници куповали тзв. „професионалне“ тастатуре које су правили други произвођачи. У СФРЈ су такве тастатуре правиле две фирме, што довољно говори о популарности тог рачунара. Касније је, са појавом Спектрума плус, гума изашла из употребе, али је испод пластичних тастера и даље била контактна фолија, која је заправо и задавала проблеме у раду.
На тржиште је пуштено неколико модела Спектрум рачунара:
- 16k
- 48k

## Клонови
Поред званичних модела, на тржишту су се појавиле многе копије са сличним дизајном као Спектрум. Фирма Sinclair research је овластила америчку корпорацију Timex да производи Спектрум рачунаре под својим именом. Timex је на тржиште избацио побољшану верзију Спектрума која је носила име Timex Sinclair 2068. Ова машина и њен софтвер није била потпуно компатибилна са оригиналним Спектрумом. Међутим нека од ових побољшања је фирма Sinclair прихватила за своје нове пројекте. Пројекат Pandora је замишљен као преносна варијанта Спектрума. Он је требало да има високу екранску резолуцију као и модел Timex Sinclair 2068. Pandora је требало да има раван екран и уређај диска. Овај преносни рачунар је требало да буде Спектрумов модел предвиђен за пословну употребу, али је Алан Шугар купио део компаније који се бавио израдом нових модела, и убрзо одбацио цео пројекат као неисплатив.
Направљене су и многе незваничне копије Спектрума, нарочито у држвама тадашњег источног блока и Јужне Америке. Модел Microdigital TK 90X је био врло распрострањен у Бразилу и Аргентини. У Русији су копије Спектрума састављали разни аматери и продавали их преко огласа или на улици. Направљено је око 50 оваквих незваничних копија само у Русији. Неке од њих се још увек производе, као на пример ATM Turbo и Sprinter.
У Индији је 1986. фирма Decibells Electronics на тржиште пустила лиценцирану верзију Спектрума, која је носила назив db Spectrum+, и до 1990. је продато око стотинак хиљада.

## Периферијски уређаји
Неколико периферијских уређаја за Спектрум је направљено већ на почетку од стране самог Синклера. Штампач је већ био доступан, као и још неки додаци који су се тицали компатибилности са другим моделима. Уређај ZX Interface 1 је доносио разне додатке: 8 KB додатне ROM меморије, RS 232 серијски порт, LAN интерфејс, и могућност прикључивања до осам микродрајвова. Микродрајвови су служили као додатне меморијске јединице, a као медијум су користили касете са траком. Били су прилично непоуздани али су имали велику брзину рада. Касније су коришћени за модел Sinclair QL. Sinclair је у продају касније пустио ZX Interface 2 са два порта за командну палицу и портом за додатну ROM меморију.
Било је такође много додатака које су направиле друге фирме. Најпознатији су Kempston интерфејс за командну палицу, Morex Peripherals Electronics RS 232 Interface, Currah Microspeech unit (служи за синтетизовање говора), Videoface дигитајзер за дигиталну обраду аналогног видео-сигнала, додатна RAM меморија, паралелни (Centronix) интерфејс за повезивање штампача итд.
Постојале су и многе варијанте диск драјвова. Најпопуларнији је био Floppy disk system. На дискетама су подаци могли трајно да се чувају и да се поново учитају у потпуно истом стању. Овај систем је био потпуно компатибилан са микродрајвом што је олакшало употребу софтвера.
Током средине осамдесетих, фирма Micronet800 је покренула услугу која је омогућила власницима Спектрума (као и других осмобитних рачунара тога времена) да се повежу у мрежу. Ова мрежа је имала неке сличности са Интернетом, али се плаћала.

## Софтвер
је уживао велику популарност, пре свега због лакоће коришћења и програмирања. Био је популаран највише као играчка платформа, за коју је направљено око 14.000 наслова. Такође је направљено много програма различите намене. Софтвер се дистрибуирао на неколико различитих начина. Главни начин је био снимак на аудио-касетама. Касетофон је био подразумевани уређај за складиштење софтвера, мада (за разлику од нпр. Комодора 64, Синклер није продавао „специјалне“ касетофоне - тек је од појаве Спектрума +2 касетофон постао саставни део рачунара). Касете су имале неколико озбиљних мана: лако су се преснимавале, што је довело до процвата пиратерије (нарочито у СФРЈ и земљама источног блока); снимак није био увек поуздан; биле су споре (за просечну видео-игру је требало око 5 минута); снимак је могао бити нечитљив, што је зависило од угла и чистоће главе касетофона, или оштећен током коришћења уколико дође до релативно честе појаве да се трака „умрси“.
Други начин складиштења је помоћу микродрајвова. Микродрајв је био популаран због своје ниске цене, али његов медијум је био веома скуп за производњу, а није имао ни неки нарочит капацитет. По конструкцији је био врло сличан аудио-касети.
Још један од начина дистрибуције софтвера је био преко штампаних медија, где су програмским језиком Basic биле записане команде које су читаоци ручно уносили у рачунар да би покренули неки програм. У првим данима рачунарских часописа, њихов обавезни саставни део су биле странице са тзв. „листинзима“ програма које су читаоци могли да унесу и користе.